# شوليه باي دي لوار 2021
شوليه باي دي لوار 2021 (بالفرنسية: Cholet-Pays de la Loire 2021)‏ هو سباق دراجات هوائية، وهو الموسم رقم 42 من السباق، وأقيم في 28 مارس 2021، وامتدّ لمسافة 203 كيلومتر، وهو أحد سباقات طواف أوروبا للدراجات 2021، وقد شارك في السباق 164 متسابقاً ووصل إلى نهايته 142 متسابقاً.
فاز فيه بالمركز الأول إيليا فيفياني، وبالمركز الثاني جون ابرستوري، وبالمركز الثالث بيير باربييه (دراج).

## الفرق
| فرق عالمية (4)- AG2R Citroën Team - Cofidis - Groupama-FDJ - Intermarché-Wanty-Gobert Matériaux فرق برو (11)- 2021 أندروني جوكاتولي-سيدرمك ‏ - Arkéa-Samsic - 2021 بي آند بي هوتيلز ‏ - بنجوال دبليو بي 2021 ‏ - برجس بي إتش 2021 ‏ - كاجا رورال-سيغوروس 2021 ‏ - ديلكو 2021 ‏ - Rally Cycling - سبورت فلاندرين بالويس 2021 ‏ - Total Direct Énergie - أونو اكس برو سايكلنج تيم 2021 ‏ فرق قارية (6)- كانيون دي إتش بي سنجود 2021 ‏ - Development Team DSM–Firmenich PostNL ‏ - فريق ريوال للدراجات 2021 ‏ - إس تي ميشيل-أوبير 93 2021 ‏ - سويس ريسينغ أكادمي 2021 ‏ - Van Rysel–Roubaix ‏ |  |
| |  |

## التصنيف العام النهائي
| التصنيف العام         | التصنيف العام       | التصنيف العام   | التصنيف العام              | التصنيف العام     |
| العداء                | العداء              | البلد           | الفريق                     | الوقت             |
| --------------------- | ------------------- | --------------- | -------------------------- | ----------------- |
| 1                     | إيليا فيفياني       | إيطاليا         | Cofidis, Solutions Crédits | 4 س 43 دقيقة 35 ث |
| 2                     | جون ابرستوري        | إسبانيا         | Caja Rural-Seguros RGA     | + 0 ث             |
| 3                     | بيير باربييه (دراج) | فرنسا           | Delko                      | + 0 ث             |
| 4                     | Dorian Godon ‏       | فرنسا           | AG2R Citroën Team          | + 0 ث             |
| 5                     | مارك ساريو          | فرنسا           | AG2R Citroën Team          | + 0 ث             |
| 6                     | أليكس فوغل ‏         | سويسرا          | Swiss Racing Academy       | + 0 ث             |
| 7                     | ماثيو بوستوك        | المملكة المتحدة | Canyon dhb SunGod          | + 0 ث             |
| 8                     | توماس بودات         | فرنسا           | اركيا سامسيك               | + 0 ث             |
| 9                     | Romain Cardis ‏      | فرنسا           | Saint Michel-Auber 93      | + 0 ث             |
| 10                    | ماتيو مالوسيلي      | إيطاليا         | أندروني جوكاتولي-سيدرمك    | + 0 ث             |
| مصدر: ProCyclingStats |                     |                 |                            |                   |

## وصلات خارجية
- الموقع الرسمي
- لمحة عن سباق شوليه باي دي لوار 2021 على موقع  ProCyclingStats   (برو  سايكلنج  ستاتس) - إحصاءات  محترفي  الدراجات.
- شوليه باي دي لوار 2021 على موقع إحصائيات الدراجات الإحترافية (الإنجليزية)